# سرخس ذو ترابيع
سرخس ذو ترابيع (الاسم العلمي: Polypodium scutulatum) هو نوع نباتي يتبع جنس السرخس من فصيلة السرخسية.